# Tazieff Rocks
Tazieff Rocks är en kulle i Antarktis. Den ligger i Östantarktis. Nya Zeeland gör anspråk på området. Toppen på Tazieff Rocks är 200 meter över havet.
Terrängen runt Tazieff Rocks är varierad. Havet är nära Tazieff Rocks åt nordväst. Trakten är obefolkad. Det finns inga samhällen i närheten. 